# Victor Schertzinger
Pour les articles homonymes, voir Schertzinger.
Victor L. Schertzinger est un réalisateur, compositeur, scénariste et producteur américain né le 8 avril 1888 à Mahanoy City, Pennsylvanie (États-Unis), mort le 26 octobre 1941 à Hollywood (États-Unis).

## Filmographie

### Comme réalisateur
- 1917 : The Pinch Hitter
- 1917 : The Millionaire Vagrant
- 1917 : The Clodhopper
- 1917 : Jim le vif (Sudden Jim)

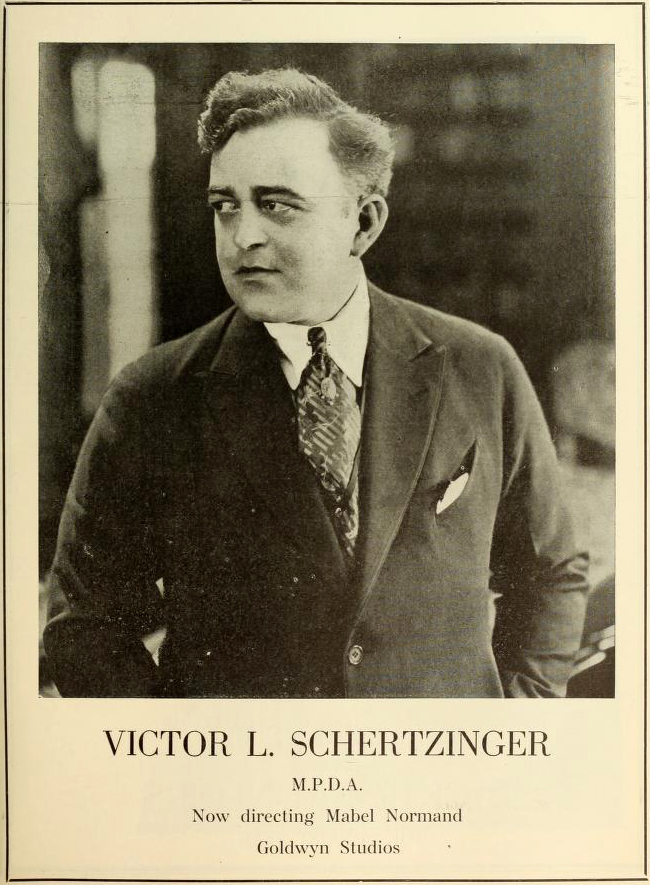
Publicité (1919)

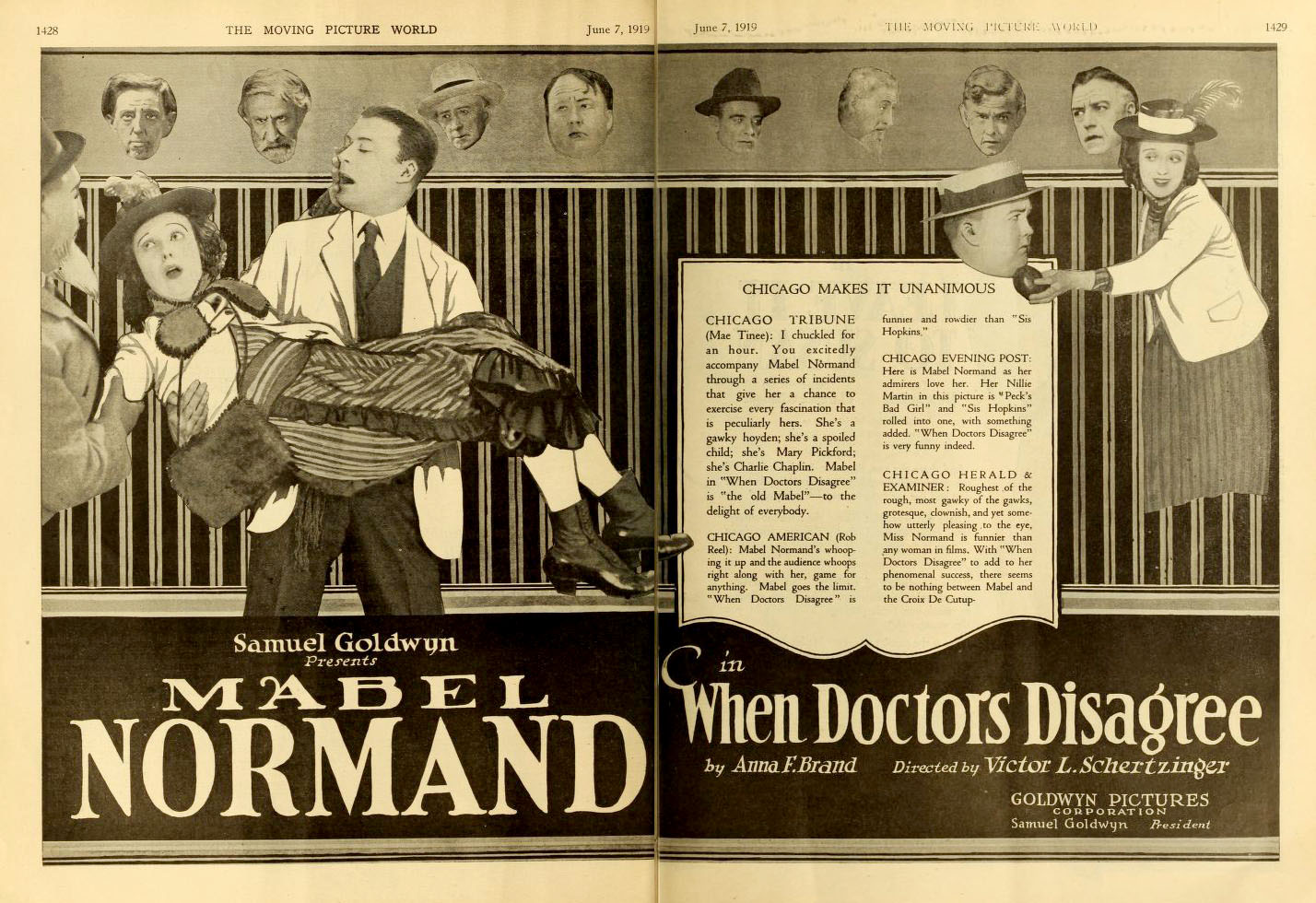
When Doctors Disagree, 1919

- 1917 : Le Système D (The Son of His Father)
- 1917 : Quand l'agneau se fâche (His Mother's Boy)
- 1918 : Fleur des champs (The Hired Man)
- 1918 : Sur la pente fatale (The Family Skeleton)
- 1918 : Volonté (Playing the Game)
- 1918 : Les Dirigeants (His Own Home Town)
- 1918 : The Claws of the Hun
- 1918 : Heureux Hasard (A Nine O'Clock Town)
- 1918 : Coals of Fire (it)
- 1918 : Quicksand
- 1918 : La Revanche d'un timide (String Beans)
- 1919 : Hard Boiled
- 1919 : Extravagance
- 1919 : Pour venger son père (The Sheriff's Son)
- 1919 : The Homebreaker
- 1919 : The Lady of Red Butte
- 1919 : When Doctors Disagree
- 1919 : Other Men's Wives
- 1919 : Upstairs
- 1919 : Jinx
- 1920 : Pinto
- 1920 : The Blooming Angel
- 1920 : La princesse est trop maigre (The Slim Princess)
- 1920 : What Happened to Rosa
- 1921 : Le Virtuose (The Concert)
- 1921 : Made in Heaven (en)
- 1921 : Un honnête gentleman (Beating the Game)
- 1922 : Head Over Heels
- 1922 : Mr. Barnes of New York
- 1922 : The Bootlegger's Daughter
- 1922 : Scandalous Tongues
- 1922 : The Kingdom Within
- 1923 : Dollar Devils
- 1923 : Refuge
- 1923 : The Lonely Road
- 1923 : Le Mur (The Man Next Door)
- 1923 : The Scarlet Lily
- 1923 : Le Petit Prince (Long Live the King)
- 1923 : La Bonne Étoile (The Man Life Passed By)
- 1923 : Chastity
- 1924 : L'Enfant des Flandres (A Boy of Flanders)
- 1924 : Bread
- 1925 : Dans les griffes de l'or (Flaming Love)
- 1925 : Man and Maid
- 1925 : La Chance d'un joueur (The Wheel)
- 1925 : La Saltimbanque (Thunder Mountain)
- 1925 : The Golden Strain
- 1926 : Sibérie (Siberia)
- 1926 : The Lily
- 1926 : The Return of Peter Grimm
- 1927 : Fascinée! (Stage Madness)
- 1927 : Heart of Salome
- 1927 : Secret Studio
- 1928 : The Showdown
- 1928 : Forgotten Faces
- 1929 : Redskin (en)
- 1929 : Nothing But the Truth
- 1929 : La Roue éternelle (The Wheel of Life)
- 1929 : Fashions in Love
- 1929 : The Laughing Lady
- 1930 : Paramount on Parade
- 1930 : Safety in Numbers
- 1930 : Heads Up
- 1931 : Madame Julie (The Woman Between)
- 1931 : Le Sphinx a parlé (Friends and Lovers)
- 1932 : Strange Justice (en)
- 1932 : Uptown New York
- 1933 : The Constant Woman
- 1933 : Cocktail Hour
- 1933 : My Woman
- 1934 : Beloved
- 1934 : Une nuit d'amour (One Night of Love)
- 1935 : Le Rêve de Monte Carlo (Let's Live Tonight)
- 1935 : Aimez-moi toujours (Love Me Forever)
- 1935 : Le Retour de Peter Grimm (The Return of Peter Grimm)
- 1936 : La musique vient par ici (The Music Goes 'Round)
- 1937 : Hollywood Hollywood (Something to Sing About)
- 1939 : The Mikado
- 1940 : En route vers Singapour (Rood to Singapore)
- 1940 : Rhythm on the River
- 1941 : En route vers Zanzibar (Road to Zanzibar)
- 1941 : Vedette à tout prix (Kiss the Boys Goodbye)
- 1941 : Birth of the Blues
- 1942 : L'escadre est au port (The Fleet's In)

### comme compositeur
- 1916 : The Conqueror

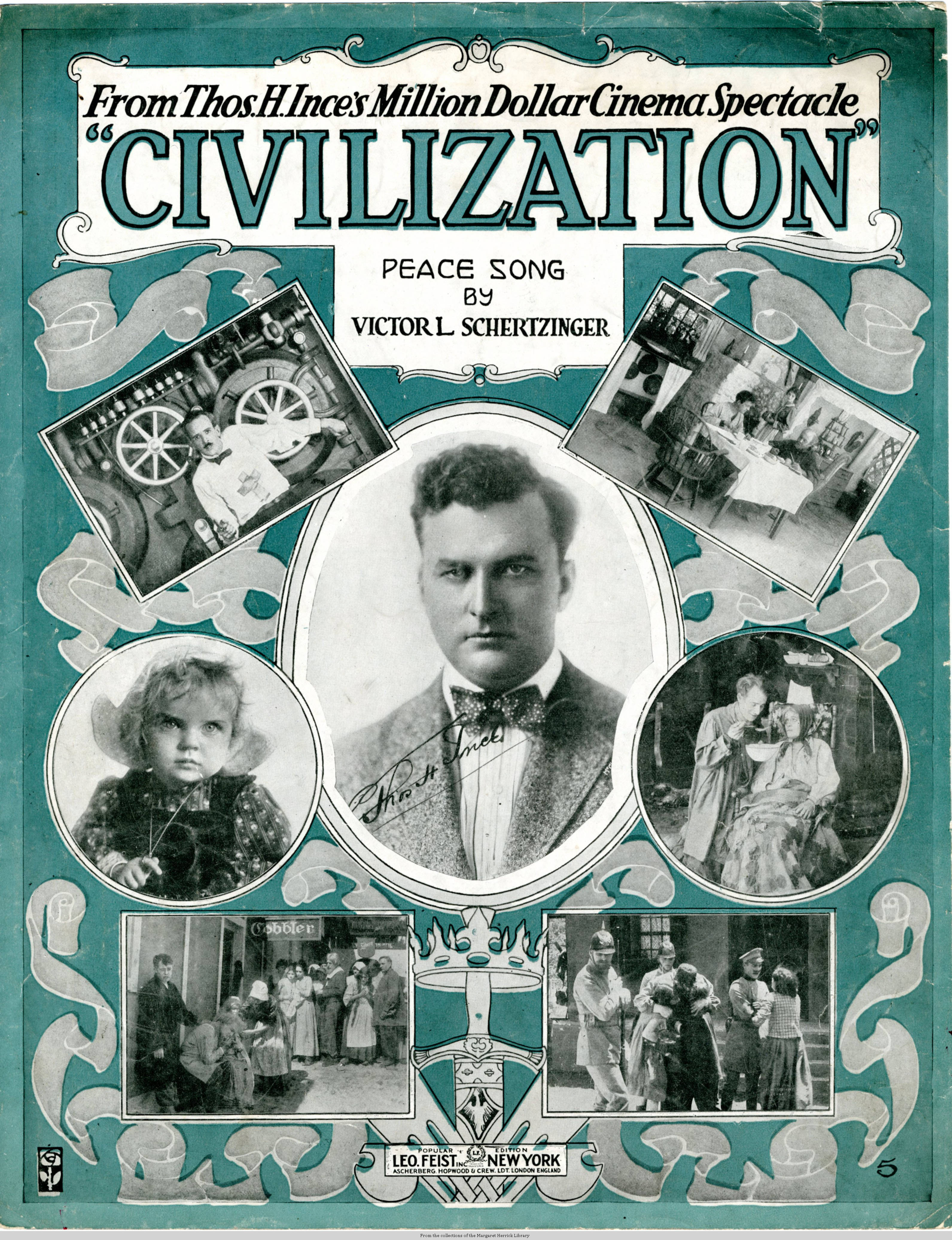
Page de couverture de la partition de Civilisation

- 1916 : Civilisation (Civilization)
- 1922 : Robin des bois (Robin Hood)
- 1923 : The Man Life Passed By
- 1924 : Dorothy Vernon (Dorothy Vernon of Haddon Hall)
- 1925 : L'Amazone (Zander the Great) de George W. Hill
- 1928 : Outcast
- 1929 : Fashions in Love
- 1929 : Parade d'amour (The Love Parade)
- 1930 : La Passion du Docteur Holmes (The Climax)
- 1930 : Shadow of the Law
- 1930 : Heads Up
- 1931 : Caught Plastered
- 1931 : Friends and Lovers
- 1932 : Strange Justice (en)
- 1933 : My Woman
- 1934 : Beloved
- 1934 : Une nuit d'amour (One Night of Love)
- 1935 : Aimez-moi toujours (Love Me Forever)
- 1935 : The Lone Wolf Returns
- 1936 : You May Be Next
- 1936 : La musique vient par ici (The Music Goes 'Round)
- 1936 : Don't Gamble with Love
- 1936 : And So They Were Married
- 1937 : La Danseuse de San Diego (The Devil's Playground)
- 1937 : Hollywood Hollywood (Something to Sing About)
- 1940 : Rhythm on the River

### comme scénariste
- 1918 : A Nine O'Clock Town
- 1920 : Pinto
- 1929 : Mensonges de Lewis Milestone

### comme producteur
- 1933 : Cocktail Hour
- 1937 : Hollywood Hollywood (Something to Sing About)